# Szropy (gromada)
Szropy – dawna gromada, czyli najmniejsza jednostka podziału terytorialnego Polskiej Rzeczypospolitej Ludowej w latach 1954–1972.
Gromady, z gromadzkimi radami narodowymi (GRN) jako organami władzy najniższego stopnia na wsi, funkcjonowały od reformy reorganizującej administrację wiejską przeprowadzonej jesienią 1954 do momentu ich zniesienia z dniem 1 stycznia 1973, tym samym wypierając organizację gminną w latach 1954–1972.
Gromadę Szropy z siedzibą GRN w Szropach utworzono – jako jedną z 8759 gromad na obszarze Polski – w powiecie sztumskim w woj. gdańskim na mocy uchwały nr 24/III/54 WRN w Gdańsku z dnia 5 października 1954. W skład jednostki weszły obszary dotychczasowych gromad Szropy, Jordanki i Jurkowice (bez obszaru działek poregulacyjnych o Nr Nr 22, 9, 8, 6, 4, 19, 21, 7, 74, 73, 71, 45, 20 i 72 i bez obszaru PGR Jurkowice II w granicach mapy regulacyjnej) ze zniesionej gminy Szropy oraz miejscowości Bukowo i Telkwice z dotychczasowej gromady Bukowo ze zniesionej gminy Jasna w tymże powiecie. Dla gromady ustalono 14 członków gromadzkiej rady narodowej.
1 stycznia 1958 do gromady Szropy włączono obszar zniesionej gromady Dąbrówka Malborska (bez wsi Koślinka) w tymże powiecie.
Gromada przetrwała do końca 1972 roku, czyli do kolejnej reformy gminnej. 1 stycznia 1973 w powiecie sztumskim w woj. gdańskim reaktywowano zniesioną w 1954 roku gminę Szropy.